# Aanval op de Amerikaanse ambassade in Jemen op 17 september 2008
Op 17 september 2008 vond in de Jemenitische hoofdstad Sanaa een terroristische aanval op de ambassade van de Verenigde Staten plaats, die werd opgeëist door "Islamitische Jihad in Jemen", een groepering verbonden met Al Qaida. Bij de aanval vielen 18 doden en 16 gewonden. Onder de doden bevonden zich zes burgers, zes Jemenitische politieagenten en zes aanvallers. Deze aanval was de tweede aanval van het jaar op de ambassade, nadat op 18 maart 2008 een aanval met een mortier de ambassade had gemist en een meisjesschool had geraakt.

## Aanval
De aanval begon om 9u15 's ochtends plaatselijke tijd. Mannen gekleed als politieagenten en gewapend met raketwerpers, automatische geweren, handgranaten en autobommen lanceerden vanuit een auto een aanval op de beveiliging aan de hoofdingang. De ambassade ligt op zo'n 250 meter van de beveiligde ingang. Er volgde een gevecht van zo'n twintig minuten tussen de terroristen en het veiligheidspersoneel van de ambassade, dat ook door sluipschutters onder vuur werd genomen vanaf de overkant van de straat. Tijdens het gevecht ontplofte een autobom in een mislukte poging om een gat in de buitenmuur te slaan. Daarna volgde nog een tweede explosie.
Bij de aanval kwamen zestien mensen om het leven. Twee burgers overleden later aan hun verwondingen, waardoor het totaal aantal dodelijke slachtoffers op achttien kwam. Niemand van het Amerikaanse ambassadepersoneel werd tijdens de aanval verwond, maar er was wel één Amerikaans slachtoffer, dat omkwam met haar Jemenitische echtgenoot terwijl zij buiten de ambassade aan het wachten waren.
De buurt werd onmiddellijk door de politie afgezet. Zeker zeven gewonden, waaronder enkele buurtkinderen, werden overgebracht naar het ziekenhuis.

## Verantwoordelijkheid en onderzoek
De verantwoordelijkheid voor de aanval werd opgeëist door "Islamitische Jihad in Jemen", een groepering verbonden met Al Qaida. De groepering eiste dat opgesloten leden zouden vrijgelaten worden en dreigde ook met soortgelijke aanvallen op andere ambassades, zoals die van het Verenigd Koninkrijk, Saudi-Arabië en de Verenigde Arabische Emiraten.
De dag na de aanval werden minstens 25 verdachten gearresteerd waarvan gedacht werd dat ze banden hadden met Al Qaida.